# Vilstor

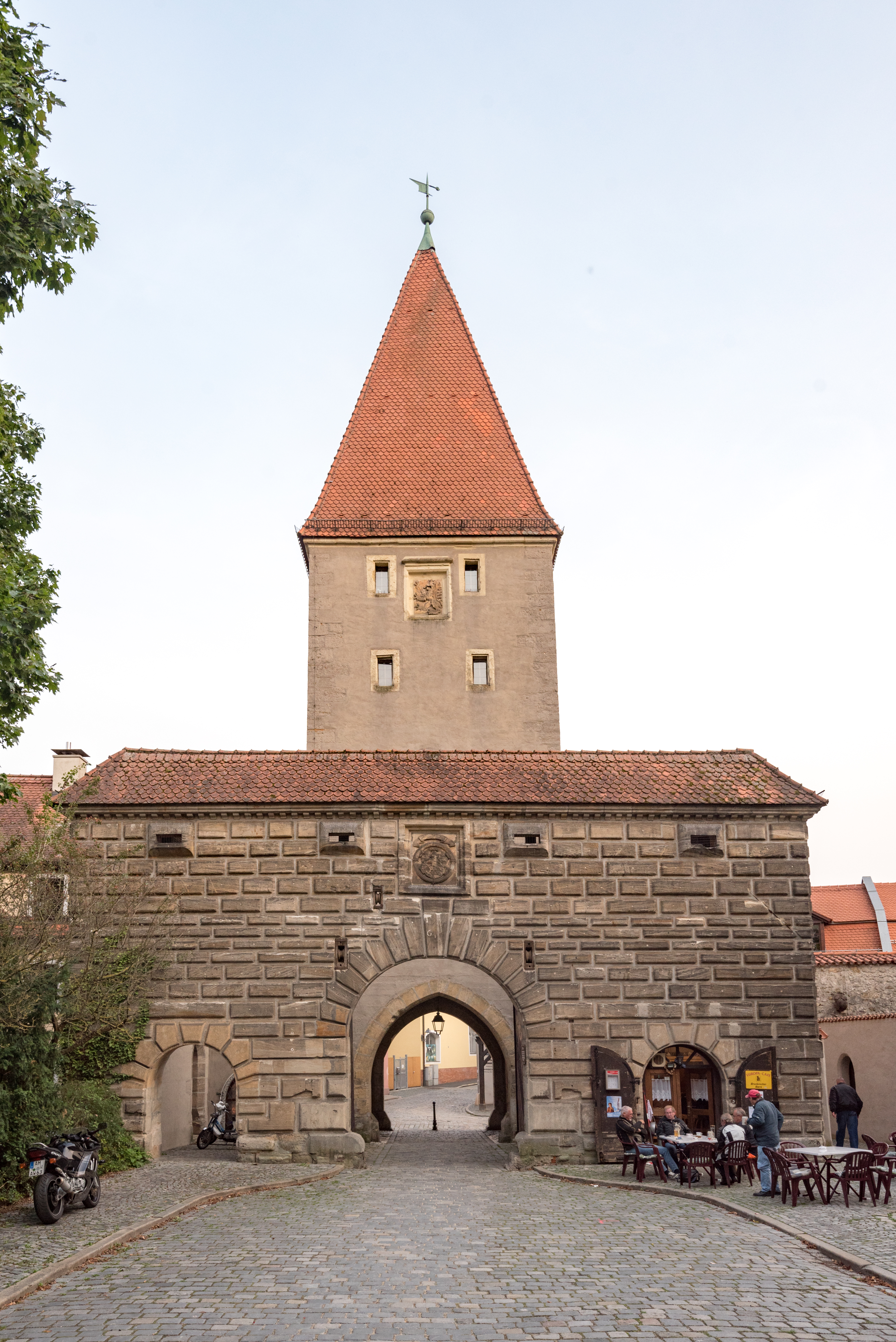
Vilstor zu Amberg

Das Vilstor war Teil der Stadtbefestigung der Oberpfälzer Stadt Amberg. Das im Nordwesten der Stadt gelegene Stadttor liegt an der Straße Jesuitenfahrt und östlich der Mühlgasse.

## Geschichte
Das Tor geht auf die 1326 begonnene Stadterweiterung zurück; damals entstanden neben dem Vilstor auch das Georgentor und das alte Wingershofer Tor. Diese alle besaßen hohe, die Stadtmauer überragende Türme und eine Durchfahrt im Erdgeschoss. Auch waren sie zuerst mit einer festen Brücke über den Stadtgraben versehen. Bei der zwischen 1476 und 1505 erfolgten Verstärkung der Stadtbefestigung unter Kurfürst Philipp wurden die hinteren Teile der Brücken  angebrochen und durch Zugbrücken ersetzt. Die Tore wurden auch mit Fallgittern ausgestattet. An der Außenseite wurde ein Wappen mit dem Pfälzer Löwen angebracht, das auch heute noch erhalten ist. Durch den Turm verlief früher die Sulzbacher Straße. Um 1575 wurde das Tor durch einen vorgelagerten Waffenhof, eine sogenannte Barbakane, verstärkt. Ursprünglich besaß dieser nur eine mittige Toröffnung, die beiden seitlichen  entstanden in den 1930er Jahren, als die Bundesstraße 85 durch die Stadt geführt wurde, als Durchlass für Fußgänger.

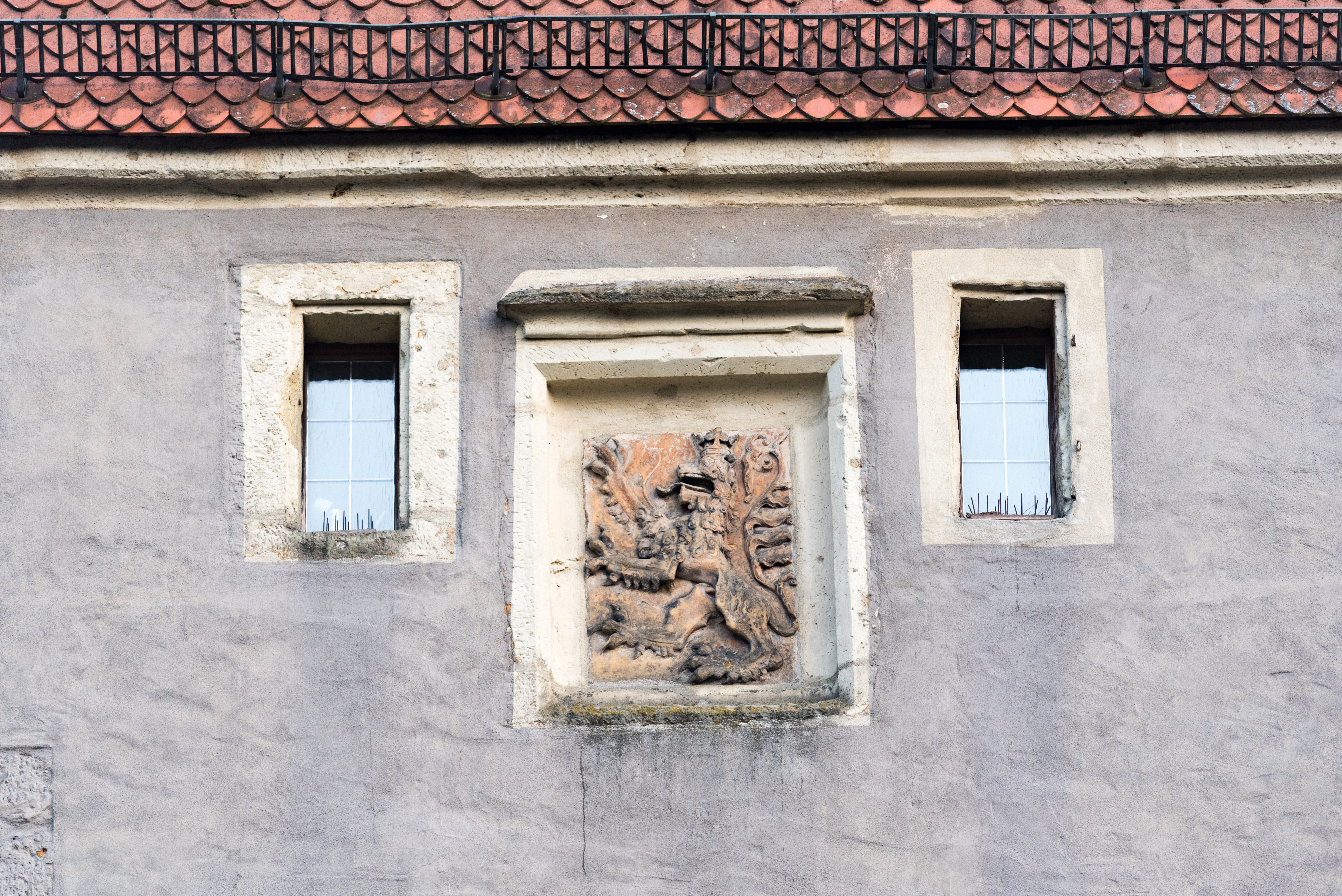
Wappen mit dem Pfälzer Löwen auf dem Vilstor

Bis zu ihrer Regulierung 1934 floss die Vils unmittelbar neben dem Tor in die Stadt. Heute ist dieser Flusslauf zugeschüttet und anstelle der Vils wurde hier die Mühlgasse angelegt. Die Haupt- und Zwingermauer überspannte wie bei der Stadtbrille in einem Bogen den Fluss; zur Linken wurde dies von einem Pulverturm flankiert, von dem heute nur mehr ein Stumpf, der als Sitzrondell dient, erhalten ist.

## Baulichkeit
Der gotische Turm besitzt von Anfang an fünf Geschosse, er wird von einem steilen Pyramidenhelm abgeschlossen und erreicht eine Höhe von 27 m, bis zur Dachtraufe sind es 17 m. Das Durchgangsgeschoss ist mit Doggersandsteinquadern verblendet, die darüber liegenden Stockwerke sind aus Bruchsteinen gemauert und besitzen eine Eckverquaderung. Die Mauerstärke beträgt im ersten Stock zwischen 1,1 und 1,2 m, in den Obergeschossen nimmt sie auf 0,8 m ab.
Der Turm war ursprünglich nur von der Stadtmauer aus über einen Laufsteg zu begehen. Eine spitzbogige Tür auf der Südseite besteht heute noch, ihr Pendant auf der anderen Seite ist heute zugemauert. Unter dem Tor liegt ein nicht mehr zugängliches Kellergewölbe, das früher als Gefängnis genutzt wurde. Die beiden obersten Geschosse besitzen Schießöffnungen, darunter ist ein bullaugenförmiges Schießloch zu sehen, das erst in späterer Zeit ausgebrochen wurde. Im ersten Obergeschoss ist eine Kreuzscharte mit kurzen horizontalen Schlitzen zur Horizontalverteidigung zu finden, ebenso eine Steigbügelscharte, die mit einem sich nach außen verengenden Visierschlitz und einer abgesenkten Sohle zur Verteidigung des Vilstores gedacht war. Stadtseitig findet sich ein gekuppeltes Fenster aus der Mitte des 14. Jahrhunderts. Die Toröffnungen besitzen einen Spitzbogen mit abgefasten Kanten und Prellsteinen. In der gewölbten Durchfahrt ist seitlich eine breite Nische als Platz für den Torwächter vorhanden.
Der 1574 errichtete Waffenhof verstärkte den Turm durch ein dreiflügeliges Vorwerk. Dieses ist heute höhengleich mit der Hauptmauer, es sprang bis zum Graben vor und ermöglichte die Verteidigung des Vorfeldes, des Vilsdurchflusses und auch des Zwingers. Im Innenbereich existiert ein gedeckter Wehrgang. Die Fassade des Waffenhofes besteht in Rustikquadern aus Räthsandstein mit breitem Randschlag. Im oberen Bereich sind Maulscharten mit nach außen gerundeten Einfassungen eingebaut. Über der Tordurchfahrt ist in einem Lorbeerkranz „Der Statt Amberg Wappen“ eingemauert. Auf dem Keilstein sind neben dem Baudatum die Initialen des Stadtbaumeisters Georg Haßfurtner eingemeißelt. In der Laibung sind noch die Angeln für das zweiflügelige Tor zu sehen und an der Außenseite zwei hölzerne Rollen für die Ketten der Zugbrücke. Die Brücke selbst war zweigeteilt, mit einem kleineren Brückenteil für den Durchlass von Personen. Das Vilstor wurde 2006 grundlegend renoviert.

## Varia
Beim Kriegsende am 22. April 1945 in Amberg blieb ein Panzer im Vilstor stecken. In dem Waffenhof ist das wohl kleinste Café Europas untergebracht, das nur eine Größe von 8,75 Quadratmetern aufweist.
Zudem hat hier der Verein Cantus Ferrum, der Verein für erlebte Geschichte Ambergs, sein Domizil.